# 台湾柃
台湾柃（学名：Eurya hayatae），为山茶科柃木属下的一个种。

## 扩展阅读
維基物種上的相關：台湾柃